# Noblesse chinoise

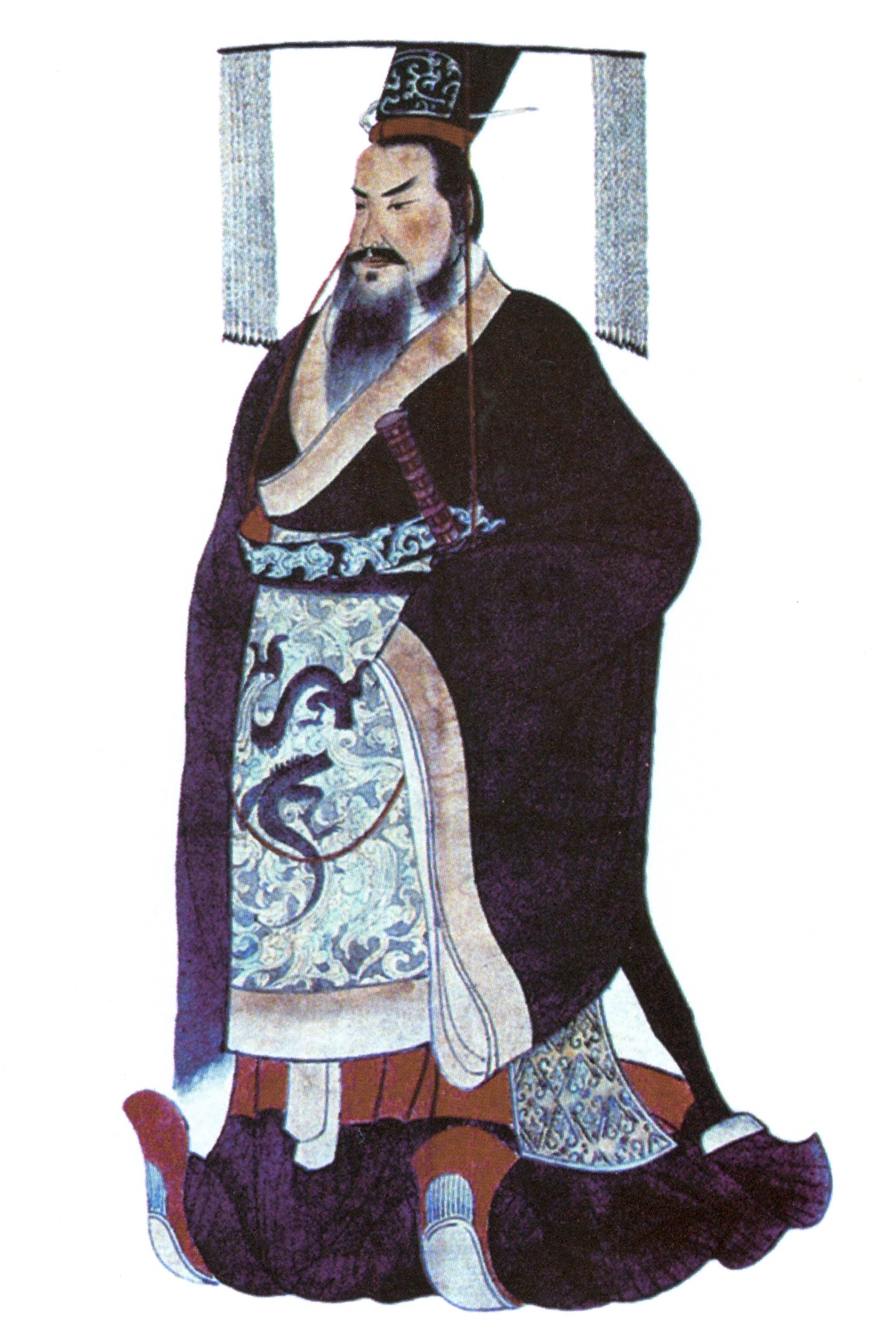
Qin Shi Huangdi, le fondateur de la dynastie Qin. C'est lui qui crée le titre de Huangdi, qui est traduit en Occident par "Empereur".

Incluant les souverains et les nobles proprement dits, la noblesse chinoise a été un élément important de l’organisation sociale et politique traditionnelle de la Chine impériale.
Alors que les concepts de souverains héréditaires, de titres de noblesse et de familles nobles apparaissent dès les débuts semi-mythiques de l'histoire de la Chine, c'est sous la dynastie Zhou qu'apparait véritablement un système structuré définissant la noblesse et les nobles. Durant les millénaires suivants, ce système a été en grande partie maintenu sous cette forme, avec quelques modifications et ajouts, bien que le contenu ait constamment évolué. Le dernier système définissant les différents titres de noblesse a été créé sous la dynastie Qing.
Un titre de noblesse peut être gagné ou perdu à titre posthume, l'élévation posthume étant souvent utilisée comme un moyen d'exprimer sa considération envers le défunt. Ainsi Guan Yu, qui vécut à la fin de la dynastie Han, portait de son vivant le titre de Marquis de Han Zhou (漢壽亭侯) et reçut à titre posthume le titre de duc de Zhonghui (忠惠公). Sous la dynastie Yuan, Yiyong Wu'an Yingji portait le titre de Prince de Xianling (顯靈義勇武安英濟王), avant d'être littéralement "béatifié" et élevé au rang d'empereur sous la dynastie Ming, où il devient le Saint empereur Guan, le Grand Dieu Qui Subjugue les Démons des Trois Mondes et Dont la Grâce se Propage Loin et se Déplace dans le Ciel (三界伏魔大神威遠震天尊關聖帝君). Dans la culture populaire, il est révéré comme étant un Dieu de la prospérité, du commerce, de la guerre et de la police.
Ce système perdure jusqu'à la révolution Xinhai de 1911, qui met fin à l'empire chinois. Malgré cela, le nouveau gouvernement de la République de Chine maintient certains titres de noblesse, comme celui de Duc Yansheng. Bien que quelques familles nobles gardent leurs titres et leur dignité pendant un temps, le nouveau contexte politique et économique précipite leur déclin. Aujourd'hui, la noblesse en tant que classe n'existe quasiment plus en Chine et seulement une poignée de personnes continuent de prétendre à tel ou tel titre de noblesse; titres qui ne sont reconnus par quasiment personne.

## Souverains et familles régnantes

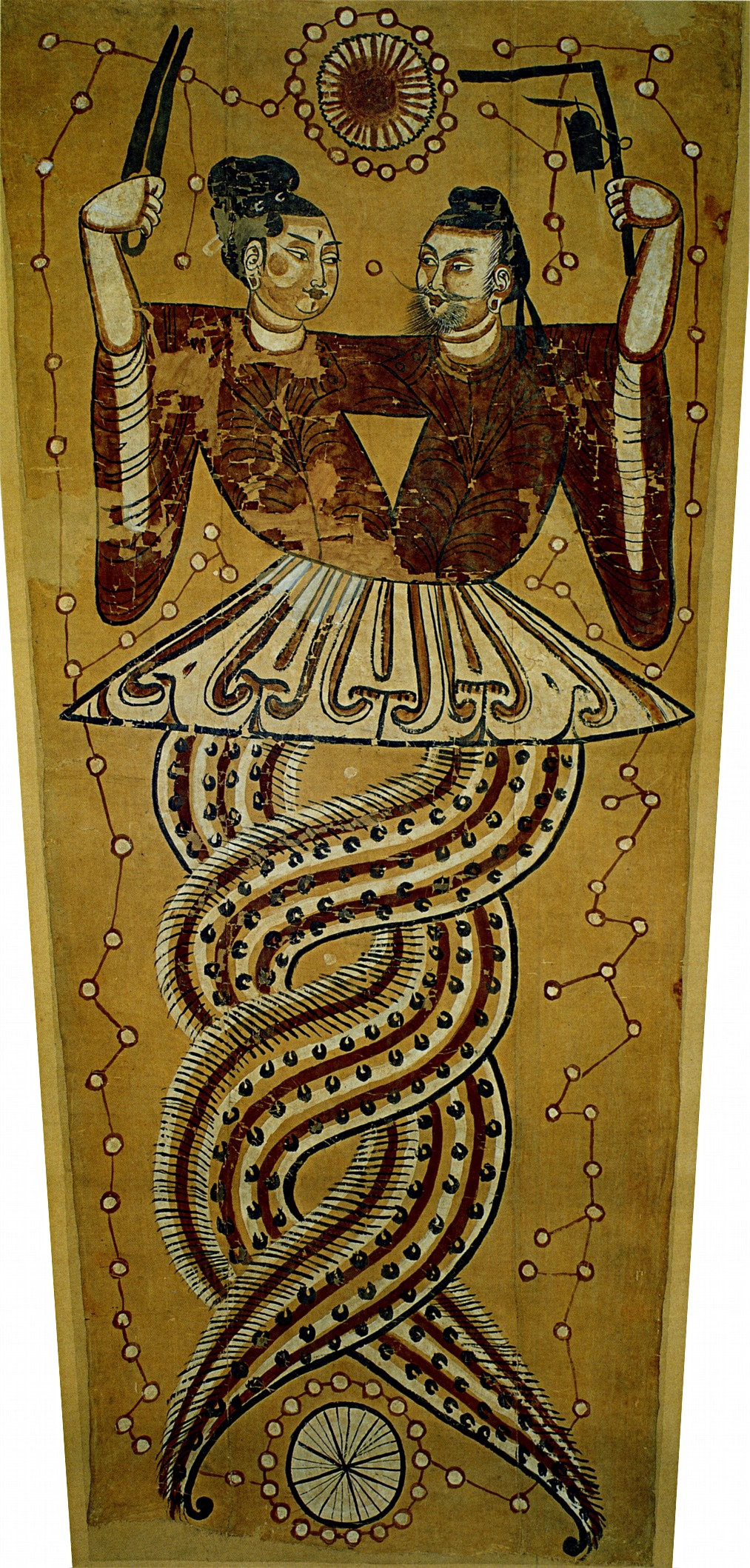
Fuxi, tenant une équerre et Nüwa, tenant un compas, font tous deux partie des mythiques premiers souverains de la Chine

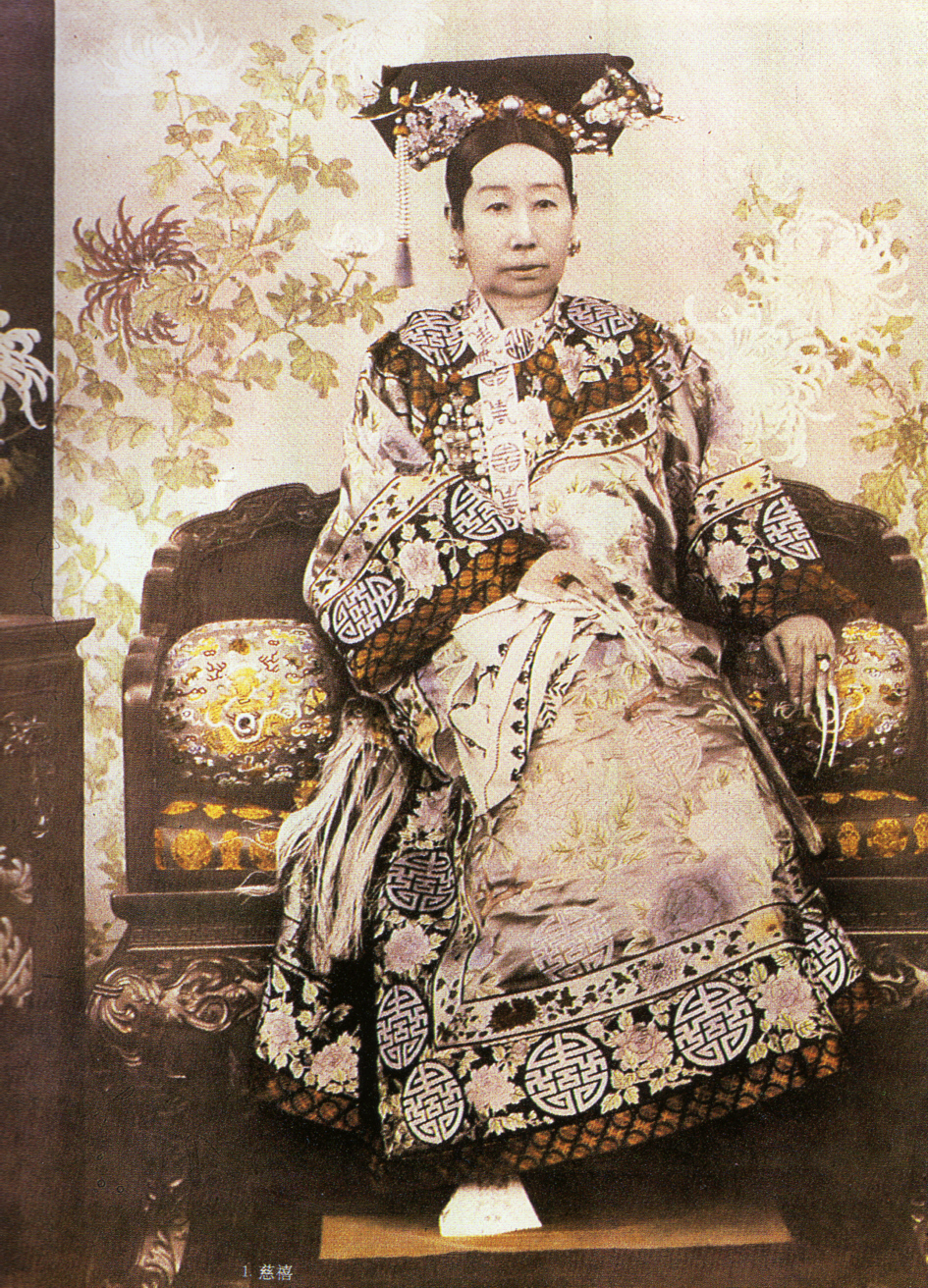
L'impératrice douairière Cixi, de la dynastie Qing, qui exerça la réalité du pouvoir en Chine pendant 47 ans de 1861 à sa mort en 1908

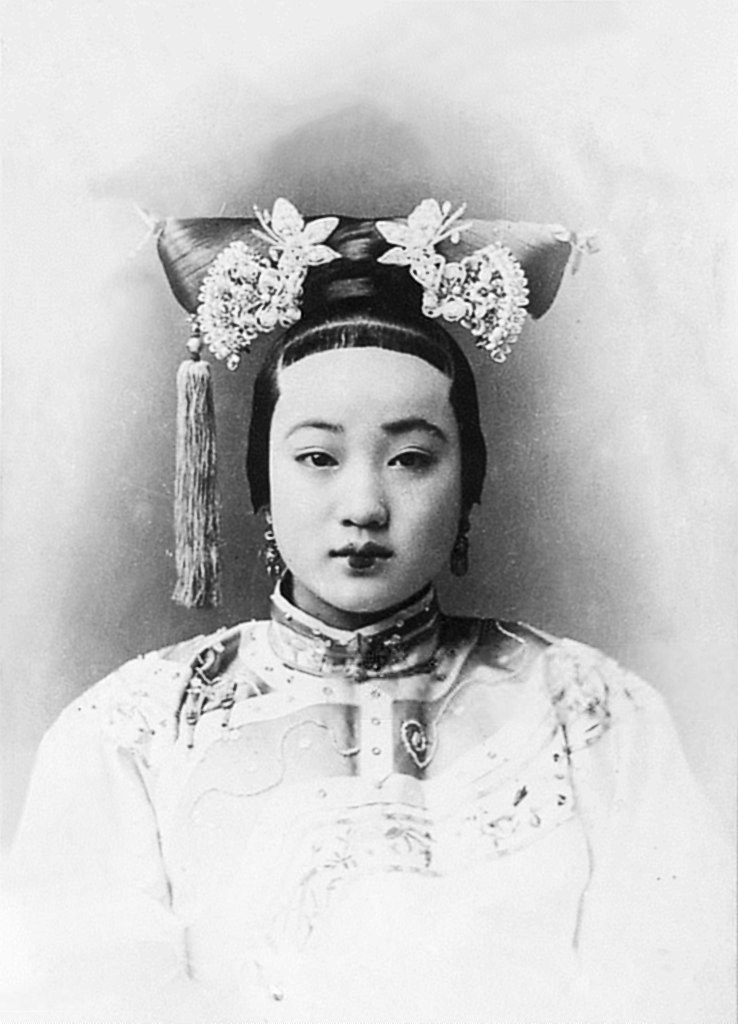
Ces 2 sœurs sont toutes deux des épouses de l'empereur Guangxu (1871-1908). Celle qui est représentées sur cette image est la consort Zhen, qui porte le titre de "Concubine de Perle". Elle est la moins aimée des deux sœurs, la favorite de l'Empereur étant sa sœur aînée...

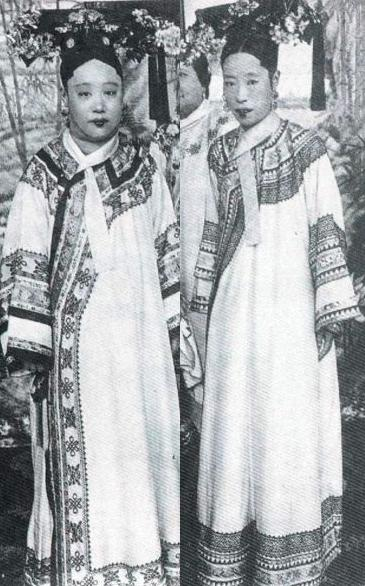
la consort Jin, située à gauche sur cette photo, l'impératrice douairière Longyu étant à sa droite

(septembre 2019).
Si vous disposez d'ouvrages ou d'articles de référence ou si vous connaissez des sites web de qualité traitant du thème abordé ici, merci de compléter l'article en donnant les références utiles à sa vérifiabilité et en les liant à la section « Notes et références ».

### Empereur
Le souverain suprême de la Chine porte le titre de Tianzi, soit littéralement "Le fils du ciel", avec tout ce que cela sous-entend de pouvoir absolu. Malgré cette prétention, le pouvoir réel des empereurs chinois variait suivant la personnalité de l'empereur régnant et la dynastie à laquelle il appartenait. Certains empereurs étaient des souverains absolus et d'autres tenaient plus de l'homme de paille, laissant le pouvoir réel entre les mains des factions de la Cour, à savoir les eunuques, la bureaucratie ou les familles nobles.
- Durant la période semi-mythique des premiers rois, le souverain s’intitulait soit Huáng (chinois : huáng 皇) soit Dì (chinois : dì 帝). Ces dirigeants sont appelés les trois Augustes et les cinq empereurs et il s'agit plus de mythes fondateurs de la religion traditionnelle chinoise que de véritables rois. Les Huáng, que l'on traduit en français par "Augustes", sont les trois ancêtres mythologiques de l'espèce humaine et les Dì, que l'on traduit en français par "Empereurs", sont eux des dirigeants légendaires moralement irréprochables. Ces récits mythologiques sont utilisés par les souverains de la Chine, qui se présentent comme les héritiers directs de ces figures fondatrices. Le pouvoir central cherche ainsi à se légitimer en présentant l'image d'un mandat céleste passant d'un dirigeant à son successeur sans interruption, bien qu'en réalité la primauté impériale a été entrecoupée de plusieurs périodes de désunion tels que celles des Printemps et Automnes, des Royaumes combattants, des Trois Royaumes et des Cinq Dynasties et des Dix Royaumes, entre autres.
- Les souverains des dynasties Xia et Shang portaient le titre de Dì (chinois : 帝 dì)[3]. Ce terme est le plus souvent traduit en français par "Roi", ce qui permet d'éviter la confusion avec les cinq Dì mythologiques.
- Les souverains de la dynastie Zhou portaient le titre de Wang (chinois : 王 ou 國王 ; wáng), que l'on traduit en français par "Roi".
- À partir de 221 av. J.-C. et jusqu'à la chute de la dynastie Qing en 1911, les souverains chinois portent le titre de Huangdi (皇帝, pinyin : huáng dì), ce qui est traduit en français par "Empereur". Ce titre est créé par Qin Shi Huangdi, le premier empereur de la dynastie Qin, en combinant les deux caractères huáng (皇) et di (帝), venant de la tradition mythologique et des dynasties Xia et Shang, afin de forger un nouveau titre, plus grandiose. À partir de la dynastie Han, Huangdi commence à être abrégé en Huáng ou Dì.

Le titre d’empereur est généralement transmis de père en fils et c'est le plus souvent le fils aîné de l’impératrice qui hérite du titre; sinon, c'est le fils ainé d’une concubine ou d'une épouse de rang inférieur qui monte sur le trône. Toutefois, cette règle n’est pas universelle et bien des guerres civiles ont commencé à cause de successions litigieuses. Contrairement au cas du Japon, la place de l’empereur dans la théorie politique chinoise traditionnelle permet un changement de dynastie et un empereur peut être remplacé par un chef rebelle. En effet, si un chef rebelle réussit à prendre le pouvoir, cela est censé signifier qu'il a reçu le mandat du ciel, tandis que l’empereur déchu ou vaincu a perdu la faveur des dieux, qui ont mis fin à son mandat, comme le prouve sa défaite.

### Impératrices, épouses secondaires, concubines et autres épouses impériales
La règle de succession impériale interdit aux femmes de monter sur le trône, mais elles se retrouvent régulièrement dans la position de souveraine consort ou de régente pour un souverain qui est encore mineur. Dans toute l’histoire de la Chine il n'y eut qu'une seule impératrice régnante, l’impératrice Wu Zetian, dont le règne a interrompu brièvement la dynastie Tang. Cependant, il y a de nombreux cas dans l’histoire chinoise où c'est une femme qui détient la réalité du pouvoir, pendant que l'empereur n'est qu'un homme de paille.
Le titre de Hou, que l'on traduit en français par "Impératrice", est celui qui est accordé à la conjointe principale officielle de l’empereur de Chine. le terme "principale" est important, car les souverains chinois pratiquent la polygamie. La mère de l’empereur est généralement élevée au rang de Tai Hou, ou impératrice douairière en français, lorsque son fils monte sur le trône et ce même si elle n'était pas la Hou du précédent empereur. Si la grand-mère de l'empereur est toujours en vie, elle est élevée au rang de grande douairière. Dans la pratique, de nombreuses impératrices douairières, soit en tant que régente officielle d'un souverain mineur en âge, soit grâce à l'influence liée à leur position sociale, ont exercé le pouvoir suprême en Chine. Le cas le plus connu est celui de l’impératrice douairière Cixi, régente de la Chine, considérée comme le souverain de facto de l'empire pendant 47 ans entre 1861 et 1908.
À un rang inférieur à celui de la Hou, on trouve les Épouses secondaires et encore en dessous les Concubines impériales. Enfin, viennent les Shifu et les Épouses impériales qui, malgré ce que peut laisser croire leur titre, représentent le rang le plus bas du "harem" impérial.
Il faut bien garder à l'esprit que ces différents rangs ne sont que des généralités, les systèmes de classement des épouses ayant fortement varié au cours de l'histoire de la Chine. Pour avoir plus de détails sur ces variations, il vaut mieux consulter l'article sur les Harems Impériaux Chinois

### Hégémons
Le titre de Ba Wang, qui se traduit par "Roi Hégémon" ou "Hégémon", est porté par un homme suzerain de plusieurs rois subalternes, qui ne revendique pas pour autant le titre d’empereur. Le plus connu d'entre eux est Xiang Yu, qui s'est proclamé "Roi Hégemon du Chu de l'ouest" (西楚霸王) après la chute des Qin et a élevé les généraux ayant participé à ses campagnes de conquête, y compris les vaincus, au rang de Wang, et fait d'eux les rois d'États situés au sein de ses territoires.

### Royauté
Comme indiqué plus haut, les souverains des dynasties Xia et Shang portaient le titre de Di (帝 dì) et ceux de la dynastie Zhou le titre de Wang (王 ou 國王 ; wáng). Ces différents titres sont le plus souvent traduits par "Roi".
Le titre de Wang ne disparait pas avec la création de la dynastie Qin, car le Huangdi peut nommer, confirmer ou tolérer des Wang régnant de manière semi-autonome sur une portion de l'empire ou un territoire soumis à l'empire sans y être formellement intégré. Ainsi, parmi les souverains auxquels les Huangdi ont donné le titre de Wang, on trouve les dirigeants d’États situés complètement à l'extérieur des frontières mouvantes de l’empire chinois, tels que le Roi de Corée.
Ce qui complique la situation, c'est que certains de ces rois reconnaissent également la suzeraineté d'empereurs ou de souverains autres que l'empereur de Chine. Pour rajouter à la confusion autour de ces titres, des empereurs chinois ont donné à certains de leurs proches parents masculins tels que les frères, oncles et neveux, le titre de Wang, en l'utilisant comme titre de courtoisie et sans vraiment faire d'eux des rois. Il faut aussi noter que les chroniques historiques chinoises, telles que le Shiji étaient également assez libérales en la matière et ont donné régulièrement à des chefs de tribus locales le titre de "roi" d’un territoire déterminé et ce quelle que soit la taille dudit territoire. Ces titres sont créés par les historiens chinois en accolant le nom de la localité concernée au mot Wang. C'est ainsi qu'on retrouve dans les chroniques chinoises le titre de Changshawang, ou "Roi de Changsha", alors que Changsha n'a été un royaume que pendant un bref laps de temps et n'a été par la suite qu'une petite subdivision de l’État de Chu ou un comté sous la dynastie Sui. On trouve aussi dans ces chroniques des termes tels que Yiwang, ou "Yi" signifie étranger/barbare, pour désigner des dirigeants qui sont qualifiés par d'autres auteurs de Tusi, soit "chef de tribu".
Si au départ le terme Wang a un grand prestige, son usage abusif fait que finalement, il est assez souvent difficile de déterminer si ceux qu'on mentionne dans les textes sont véritablement des rois. À l'heure actuelle, en Chine, le terme Wang est utilisé de manière aussi familière et extensive que peut l'être le terme Roi en Occident. Ainsi, on peut trouver des amateurs de pâte qui n'hésitent pas à se qualifier de Mien Da Wang, soit "Grand Roi des Nouilles", de la même manière qu'un routier occidental peut se qualifier de « Roi de la route ».

### Famille royale
Les membres des familles des souverains (ceci vaut aussi bien pour les Wang que pour les Huangdi) ont généralement un titre dès leur naissance ou se voient accorder des titres spécifiques par le souverain. Ce titre est en grande partie lié au lien familial qu'ils ont avec le roi/empereur, lien qui peut inclure la famille proche, la belle-famille, les enfants du précédent souverain adoptés par le nouveau ainsi que les parents et éventuellement grands-parents du souverain. Fréquemment, lorsqu'un souverain fonde une nouvelle dynastie, il élève ses parents à un rang équivalent au sien, même s'il s'agit d'un acte effectué à titre posthume.
Les titres traduits en Occident par « prince » ou « princesse » concernent généralement des descendants directs d'un roi/empereur. Avec le temps, les descendants de ces princes et princesses ont des liens de plus en plus lointains avec le roi/empereur qui a donné ce titre à leur ancêtre et ils finissent généralement par perdre leur rang. Les Wang qui sont à la tête de petits royaumes se contentent généralement de donner des titres de moindre importance comme Duc ou Marquis, plutôt que Princes.
Les titres des dirigeants eux-mêmes peuvent changer s'ils gagnent ou perdent d'importants territoires. Dans ce cas de figure, un dirigeant peut passer d'un titre aristocratique à un titre royal ou vice versa. La titulature peut également changer à la suite de la conquête d'un royaume par un autre, par la simple volonté du vainqueur. Par exemple, lorsque l'État de Shu a été annexé par l'État de Qin, son dirigeant a perdu son titre de roi au profit de celui de Marquis et est devenu le Marquis Hui de Shu.

## Anoblissement des membres des dynasties déchues
Il est de coutume en Chine que lorsqu'une nouvelle dynastie prend le pouvoir, le nouvel empereur anoblit les membres de la dynastie qu'il vient de renverser et leur accorde un fief afin qu’ils puissent offrir des sacrifices à leurs ancêtres, ainsi qu'à ceux des dynasties précédentes. Cette pratique porte le nom de Deux Rois, Trois Révérences (二王三恪); en voici quelques exemples :
- Quand la dynastie Xia a été renversée par la dynastie Shang, les descendants des Xia ont reçu titres et fiefs des mains du roi des Shang. Ces fiefs se trouvent dans l'État de Qi et l'État de Zeng. Il faut noter que les rois de l'État de Yue prétendent descendre d'une branche cadette des anciens rois de la dynastie Xia.
- Lorsque la dynastie Shang est à son tour renversée par la dynastie Zhou, le nouveau roi accorde au roi déchu le titre de duc et un fief dans l'État de Song. Le roi de Zhou confirme également les titres des descendants des Xia toujours présents dans les États de Qi et Zeng. Confucius était affilié aux rois Shang par les ducs de Song et les descendants de Confucius ont conservé le titre héréditaire de Duc de Yansheng jusqu'en 1935.
- Lorsque l'État de Yue a été conquis par l'État de Chu, Wujiang (無彊), le roi de Yue a reçu le titre de Marquis de Ouyang Ting.
- Lors de la chute de la dynastie Han, lorsque l'empereur Han Xiandi a été détrôné par Cao Pi, le nouvel empereur du Wei, il a reçu le titre de duc de Shanyang (山陽公). Son petit-fils Liu Kang (劉康) a hérité de son Duché, qui a duré pendant 75 ans et a connu deux ducs de plus: Liu Jin (劉瑾) et Liu Qiu (劉秋). La lignée a été exterminée par les tribus Xiongnu vers l'an 309, durant les troubles qui accompagnent la fin de la dynastie Jin de l'Ouest.
- Les empereurs du Shu Han appartenaient à une branche cadette de la dynastie Han. Lorsque l’empereur Liu Shan est vaincu par les troupes du Wei, il reçoit le titre de "Duc d'Anle" (安樂公), ce qui signifie littéralement : "duc de la paix et du confort". Ses fils et petits-fils, eux, reçoivent des titres de Marquis. Liu Shan meurt en 271 à Luoyang et reçoit à titre posthume le titre de Duc Si d'Anle" (安樂思公), ce qui signifie littéralement : "le duc d'Anle aux pensées profondes". Son duché perdure sur plusieurs générations, avant de disparaitre dans les troubles qui accompagnent la fin de la dynastie Jin de l'Ouest.
- Lorsque le Royaume de Wu est vaincu par la dynastie Jin, l’empereur Jin Wudi accorde à Sun Hao, l'ancien roi du Wu, le titre de "Marquis de Guiming" . Les fils de Sun Hao reçoivent des postes de fonctionnaires subalternes au sein du gouvernement du Jin.
- Lors de la chute de la dynastie Jin, Jin Gongdi est renversé par le général Liu Yu, qui devient l’empereur Song Wudi. Dans un premier temps, Gongdi reçoit le titre de Prince de Lingling, mais il finit assassiné sur ordre de Wudi. Il faut noter que malgré cet assassinat, le clan des empereurs Jin ne disparait pas et que Sima Guang, un homme d'état de la dynastie Song est un descendant de famille impériale Jin.
- La famille royale du clan Tuoba de la dynastie Xianbei des Wei du Nord a commencé à arranger des mariages entre les élites chinoises et les filles de la famille royale durant la décennie 480[5]. Certains rois et princes chinois exilés ont fui le sud de la Chine et fait défection au profit des Xianbei. Plusieurs filles de l'empereur Xiaowen de la dynastie Wei du Nord ont été mariées avec des membres de l'élite chinoise. Ainsi le colonel chinois Liu Song a épousé la princesse Lanling (蘭陵公主) de la dynastie Wei du Nord[6],[7]. La princesse Huayang (華陽公主) a elle épousé Sima Fei (司馬朏), un descendant des anciens empereurs de la dynastie Jin. La princesse Jinan (濟南公主) a épousé Lu Daoqian( 盧道虔) et la princesse Nanyang (南阳长公主 ) est devenue la femme de Xiao Baoyin (萧宝夤) un membre de la famille royale des Qi du Sud[8]. L'empereur Xiaozhuang des Wei du Nord a marié sa sœur, la princesse Shouyang, à Xiao Zong 蕭綜, le fils de l'empereur Wu de la dynastie Liang[9].
- Les descendants des familles royales des dynasties Zhou, Sui et Tang, ont tous reçu des titres de Ducs sous les Jin postérieurs[10].
- Lors de la chute de la dynastie Jin, les Wei du Nord accueillent le prince Sima Chuzhi (司馬楚之), membre de l'ancienne famille impériale du Jin, en tant que réfugiée. Chuzhi épouse une princesse Wei, qui donne naissance à Sima Jinlong (司馬金龍). Une fois devenu adulte, ce dernier épouse une des filles de Juqu Mujian, le roi du Liang du Nord [11].
- Lorsque la dynastie Jin (1115-1234) défait successivement la dynastie Liao et la dynastie Song, l'empereur Liao Tianzuo et l'empereur Song commencent par recevoir des titres péjoratifs de la part de l'empereur du Jin. Ainsi, Tianzuo devient le Prince de Haibin (海滨王), ce qui signifie "le prince de la plage". Qinzong, lui, devient le marquis de Chonghun (重昏), soit "le marquis doublement confus", et son père reçoit le même type de titre humiliant. En 1141, alors que les relations entre le Jin et les Song qui se sont repliés vers le Sud se normalisent, Qinzong reçoit un nouveau titre avec une connotation plus neutre. Il devient le Duc (公, gong) de Tianshui Jun, d'après une commanderie située en amont de la rivière Wei, tandis que son père, décédé en 1135, reçoit à titre posthume le rang de Prince de Tianshui Jun. Quelques mois plus tard il commence à recevoir une allocation en rapport à son rang[12]. Les membres de la famille royale du Liao qui sont restés dans les terres contrôlées par le Jin, comme Yelu Lu et son fils Yelü Chucai, se mettent au service de la nouvelle dynastie, puis au service de la dynastie Yuan après la chute du Jin.

## Aristocratie pré-impériale

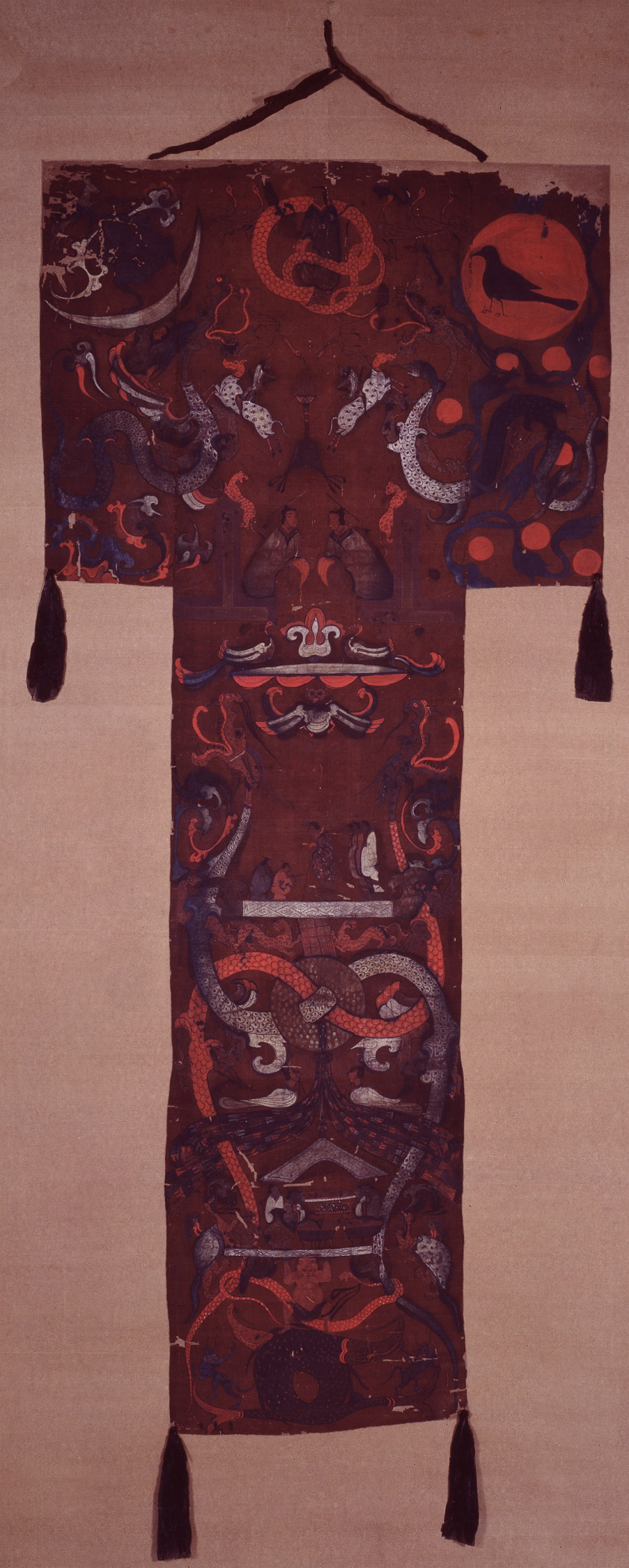
Bannière funéraire de la marquise de Dai, épouse de Xinzhui (辛追), le premier Marquis de Dai, qui a été nommé chancelier du Royaume de Changsha par la dynastie Han. Trouvé lors des fouilles de la tombe 1 de Mawangdui

La dynastie Zhou n'est pas juste celle qui précède l’unification de la Chine par les Qin; car c'est durant cette période qu'est établi le Zhouli, soit le recueil de l'ensemble des rites (Li) encadrant l’organisation sociale, administrative et politique de cette dynastie. Ces rites ont été compilés et commentés par Confucius dans le Lijing, ou Classique des rites, qui fait partie des classiques chinois. Par la suite, ils ont été érigés en modèle à suivre pour gouverner la Chine et ont influencé les rangs et titres de noblesse des régimes suivants, qu'ils s'agisse des dynasties ayant régné sur tout le pays ou de plus petits royaumes lors des périodes de division.
Cependant, il faut se référer au texte du Zhouli avec précaution, car ce livre est une source douteuse. En effet, ses origines, son authenticité et sa fiabilité font débat au sein des historiens depuis longtemps. À la fin du XIXe siècle et au début du XXe, la plupart des historiens considèrent que ce livre est un faux créé par Liu Xin, suivant en cela l'avis de Kang Youwei. Il faut tout de même noter que certains continuent à dater ce livre de la période des Zhou occidentaux, tandis que la majorité des historiens se sont rangés à l'avis de Qian Mu et Gu Jiegang, et considèrent qu'il s'agit d'une œuvre rédigée aux environs du IIIe siècle av. J.C. De son côté, Yu Yingshi plaide en faveur d'une rédaction datant de la fin de la Période des Royaumes combattants, une datation qu'il a établi sur la base d'une comparaison des titres du texte avec les inscriptions en bronze existantes, ainsi que sur les connaissances calendaires implicites dans le travail,,. Dans cette optique, le mot « Zhou » dans le titre fait référence non pas aux Zhou occidentaux mais à l'État royal de Zhou de la Période des Royaumes combattants; c'est-à-dire la petite zone encore directement sous le contrôle du roi autour de sa capitale.
Tout ceci fait que les érudits modernes voient ce texte comme une représentation fictive, basée sur une vision idéalisée de la société. Il faut donc bien garder à l'esprit que, dans la réalité, le système de rang de pairie de l'aristocratie pré-impériale devait fonctionner d'une manière plus compliquée et moins claire que ce qui est exposé dans le Zhouli.

### Rangs de pairie sous la dynastie Zhou
Sous la dynastie Zhou, il existe le Wǔděngjuéwèi (五等爵位), abrégé en Wǔjué, qui est un système de classement où les nobles sont répartis entre cinq rangs de pairie. Du plus au moins important, ces rangs sont :

#### Hommes nobles
- Duc, gōng (公) Ce sont surtout des membres des familles royales qui portent ce titre. En règle générale, un Duc est un membre d’une maison impériale ou royale qui, pour une raison ou une autre a été écarté du pouvoir et a fondé une lignée distincte. Un prince ou un Wang[18] peut également être Duc. Dans ce cas-ci, le titre de Duc n'est pas forcément lié à la possession réelle d'un duché et peut être purement nominal. Il convient de noter que Gōng, le terme qui désigne les Ducs, signifie littéralement "public", ce qui fait qu'il est également utilisé dans des titres, des noms communs et des titres honorifiques qui n'ont aucun lien avec le titre de Duc.
- Marquis, hóu (侯) Tout comme le Marquis occidental, le Marquis chinois est généralement à la tête d'une marche située aux confins de l'empire.
- Comte, bó (伯)
- Vicomte, zǐ (子) Zï, le terme qui désigne les Vicomtes, signifie littéralement "enfant". Tout comme le Gōng des Ducs, il est largement utilisé dans des surnoms chinois, sans que cela ait de rapport avec le titre de Vicomte. Ce terme est aussi souvent utilisé dans des noms de courtoisie et des noms honorifique dans un contexte où il prend le sens de "maitre", comme dans Kongfuzi ou Kongzi, pour Confucius, ce qui signifie alors "Maître du patronyme Kung". On trouve également Laozi pour le patriarche taoïste Lao Tseu, ce qui signifie simplement "Vieux Maître".
- Baron, nán (男) Comme Nán signifie littéralement "Homme", au sens de "personne de sexe masculin", il est également utilisé pour indiquer le sexe masculin dans les noms individuels et dans les classifications, sans que cela ait le moindre rapport avec le titre de Baron.

#### Femmes nobles
Les titres portés par les femmes des nobles varient suivant les différentes dynasties et ères, chacune ayant une classification unique pour les conjointes de l’empereur. Tout femme faisant partie de la noblesse et qui n'est pas la conjointe d’un empereur peut être appelée une princesse ou gōngzhǔ (公主) et rajouter ce terme à son titre, si elle en a un.

#### Autres titres et honneurs
Outre les rangs énumérés ci-dessus, il y a aussi d'autres appellations familiales utilisées comme titres, par exemple, Shu (叔), qui signifie "jeune oncle paternel", ou Jiu (舅), qui signifie oncle maternel.
Les fils de rois qui n’ont pas reçu de titre spécifique sont appelés des Wangzi (王子), soit "fils du roi", et leurs enfants sont appelés des Wangsun (王孫), soit "petit-fils du roi". De même, les fils et petits-fils des ducs et des seigneurs sont appelés Gongzi (公子), soit "fils du duc" et Gongsun (公孫), soit "petit-fils du duc".
Ces titres honorifiques devient occasionnellement des titres héréditaires, et n'ont alors plus rien à voir avec le lien entre celui qui le porte et le roi. Certains clans finissent même par les utiliser comme noms de famille. Gongzi fini par devenir un titre honorifique générique pour tous les jeunes nobles. Aujourd'hui, ce terme est utilisé en Chine soit pour parler de manière flatteuse du ou des fils de son interlocuteur, soit pour parler de manière péjorative d'un homme riche. Wangzi, en revanche, reste lié à la noblesse ; car il est utilisé aujourd'hui pour parler du ou des fils d'un monarque étranger.

### Noblesse du Chu
L’État de Chu, situé plus au sud que les autres royaumes combattants, a une culture distincte de celles des États des plaines centrales, y compris en ce qui concerne la noblesse. Le clan royal Xiong et ses branches collatérales de Qu, Jing et Zhao forment l'essentiel de l’aristocratie du Chu. Dans les premiers temps, il n'y a pas réellement de noblesse au Chu en dehors de ces quelques clans. Ce n'est que vers la fin de la période des Printemps et Automnes qu'apparait un système avec des titres de noblesse ayant des rangs différents. On trouve alors des titres tels que Tonghou (通侯, lit. marquis-pair), Zhigui ( 執珪, lit. porteur de sceptre de jade), Zhibo (執帛, lit. porteur de soie lit.). Ceux qui portent un titre de noblesse ont droit à une rémunération de la part de l'État et ceux qui ont les titres les plus prestigieux reçoivent un fief et le titre honorifique de Jun (君, Seigneur).
Les titres de noblesse du Chu sont accordés principalement en tant que récompense pour les mérites militaires et civils de ceux qui les reçoivent et, en principe, ne sont pas héréditaires.
Avant qu'ait eu lieu la systématisation des titres et des rangs au début de la dynastie Han; Liu Bang, qui est originaire du Chu, a également attribué à ses proches des titres du Chu.

## Aristocratie impériale

### Dynasties Qin et Han
Avant la dynastie Qin, le dirigeant de la Chine porte le titre de Wang (souverain), que l'on traduit en français par « roi ». Au rang juste en dessous de celui du Wang, on trouve ses vassaux ou Zhuhou (諸侯). Les Zhuhou sont à la tête de territoires qui leur ont été accordés par les différents rois de la dynastie Zhou. Ces vassaux ont le devoir de soutenir le roi de Zhou en cas d’urgence et ils sont classées selon les cinq ordres de la noblesse. Au début de la période des printemps et automne, les rois de la dynastie Zhou ont perdu la plupart de leurs pouvoirs et c'est le plus puissant de leurs vassaux qui devient le dirigeant de facto de la Chine. Enfin, durant la période des Royaumes combattants, la plupart des vassaux prennent le titre de Wang et se considèrent comme étant l’égal du roi de Zhou.
Après avoir vaincu les autres vassaux et unifié la Chine, Zheng, le roi de l’État de Qin, crée un nouveau titre pour désigner le souverain de toute la Chine : Huangdi. Il commence à régner sous le nom de Qin Shi Huang et élimine les différents titres de noblesse. Farouchement attaché à la philosophie légiste, le nouveau souverain de la Chine pense que la position sociale dépend du mérite et non pas de la naissance. Il regroupe par la force tous les nobles à la capitale, saisit leurs terres et les transforme en circonscriptions administratives dirigées par des fonctionnaires sélectionnés sur le mérite. Qin Er Shi est le dernier souverain de la dynastie Qin à porter le titre de Huangdi, car son successeur Ziying préfère utiliser le titre de "Roi de Qin", espérant ainsi calmer les nobles qui se révoltent dans tout l'empire. Après la chute de la dynastie Qin, Xiang Yu préfère prendre le titre de "Roi Hégémon du Chu de l’Ouest" (Xichu Bàwáng 西楚霸王) plutôt que d’empereur. Xiang donne au roi Huai II du Chu le titre d’Empereur de Chu (楚義帝) ou l'Empereur Juste du Chu du Sud (南楚義帝) et distribue à ses alliés, notamment Liu Bang, des titres et un royaume à administrer. Xiang Yu a donné à Liu Bang la Principauté de Han, mais après une grande guerre civile, Liu remplace Xiang comme dirigeant de la Chine.
Après avoir fondé la dynastie Han, Liu Bang continue de porter le titre de Huangdi. Afin d’apaiser ses alliés qui l'ont aidé pendant la guerre, il donne à chacun d’eux un territoire qui devient leur "royaume" (Wangguo) ainsi qu’un titre de Wang. Finalement, il finit par tous les tuer et les remplacer par des membres de sa propre famille. Ces royaumes restent effectivement quasi-indépendants jusqu'à la rébellion des sept États. Après la répression de cette révolte, Wang devient simplement le titre héréditaire le plus élevé au sein de la noblesse et reste exclusivement réservé aux membres de la famille de l’empereur. Gong devient également un simple titre de noblesse, situé juste en dessous du Wang en termes de hiérarchie nobiliaire. Ceux qui portent ces titres sont entièrement sous l’égide de l’empereur et n’ont aucun pouvoir de décision propre. La combinaison de ces deux caractères, Wanggong, sert au début à désigner le rang le plus haut de la noblesse, mais fini par désigner tous les hauts fonctionnaires de la Cour.
Les titres de "Duc de Song" et de "Duc Qui Continue et Honore le Yin" (殷紹嘉公) ont été conférés à Kong An (孔安 (東漢) pendant la période des Han orientaux, car il s'agit d'un titre héréditaire datant de la dynastie Shang. Cette branche de la famille de Confucius est une branche distincte de la lignée qui détient le titre de "Marquis du village de Fengsheng" et plus tard "Duc de Yansheng".
Les empereurs de la dynastie Han ont également décerné le titre héréditaire de 周子南君 à Ji Jia 姬嘉, un descendant des rois de la dynastie Zhou, et aux descendants de ce dernier.
Voici l'arbre généalogique, en chinois, de la noblesse chinoise depuis la dynastie Han jusqu'à la période des cinq Dynasties et des dix royaumes :中國士族世系圖列表

### Durant la période de division entre les dynasties Han et Sui
Les troubles consécutifs à la fin de la dynastie Han, puis surtout ceux provoqués par la chute de la dynastie Jin de l'Ouest entrainent un afflux de migrants chinois partant du nord pour aller se réfugier dans le sud. Pour faire face à ces migrations de masse et gérer les migrants, la dynastie Jin de l'Est crée des "commanderies d’immigrants" et des "registres blancs". Une part non négligeable de la noblesse chinoise du nord fait partie de ces migrants. L’aristocratie chinoise méridionale est née du mélange des grandes familles présentes dans le sud à l'époque des Han et du royaume de Wu et des enfants des nobles ayant fui le nord; mélange fait au profit du nord et au détriment du sud. Les maîtres célestes et la noblesse du Nord de la Chine ont subjugué la noblesse du sud de la Chine durant la dynastie Jin et tout particulièrement dans le Jiangnan en particulier. Le flux migratoire du nord vers le sud est tel, qu'à la fin, c'est le sud qui devient la région la plus peuplée de la Chine,. Les différentes vagues de migration de nobles chinois depuis la Chine du Nord vers celle du sud, qui ont lieu à des moments distincts, permettent l'apparition de groupes distincts de lignées aristocratiques; certaines lignées arrivant durant les années 300-400 et d’autres durant les années 800-900.
Toutefois, déterminer qui est vraiment d'ascendance chinoise à l'époque peut se révéler assez compliqué, car tous les groupes ethniques présents en Chine durant cette période peuvent être qualifiés de "Han" (comprendre "Chinois") dans les sources et autres chroniques de l'époque, suivant qui a rédigé lesdites chroniques. Ainsi les membres de l'ethnie Xianbei sont qualifiés de "maudits Chinois" par les Qi du Nord.
Gao Huan est le premier noble à se revendiquer comme étant à la fois de culture Xianbei et ayant des ancêtres Chinois. Selon lui, ses ancêtres descendrait du clan Gao, une famille chinoise de Bohai 渤海高氏. D’origine chinoise, il a grandi à Huaishuozhen alors que sa famille serait originaire de la préfecture de Bohai, dans le Hebei. Selon ses explication, son clan aurait été déplacé depuis le Hebei vers la Mongolie Intérieure, où il aurait adopté la culture Xianbei. Cette "sinisation" des Xianbei ne s'arrête pas là. Ainsi, pendant la dynastie Wei du Nord, il existe huit familles nobles Xianbei 八大贵族, les Buliugu 步六孤, Helai 賀賴, Dugu 獨孤, Helou 賀樓, Huniu 忽忸, Qiumu 丘穆, Gexi 紇奚 et Yuchi 尉遲. Tous adoptent des noms de famille chinois.
Malgré le chaos de cette période, on peut retracer le parcours de certaines familles nobles. Ainsi, le clan Runan汝南周氏, qui est au service des empereurs de la dynastie Jin de l'Est, est originaire du Huaibei. Et malgré le massacre de la famille de Cui Hao, le clan Cui de Qinghe survit jusqu'à la dynastie Tang.
Enfin, en dépit d'une situation chaotique, les autorités continuent de révérer de manière particulière la famille de Confucius. Ainsi, un des descendants du philosophe reçoit un fief de 100 ménages et le rang de 崇聖侯 Marquis qui adore le sage et quatre autres reçoivent un titre de noblesse à Shandong en 495. Cette vénération s'étend même aux disciples du philosophe, car deux descendants de Yan Hui reçoivent également des titres de noblesse en 495. Enfin, en 472 l'empereur Xiaowen des Wei du Nord accorde à Kong Sheng(孔乘 ), un descendant de Confucius de la 28e génération, un fief de dix foyers et le rang de Grand qui vénère le sage (崇聖大夫),.

### Dynasties Sui et Tang

#### L'aristocratie du nord-ouest
Les empereurs de la dynastie Sui proviennent d'une famille de l’aristocratie militaire du nord-ouest de la Chine. Ils soulignent particulièrement le fait leur ascendance patrilinéaire est d'origine chinoise et qu'ils sont les descendants du clan Yang de Hongnong 弘農楊氏,,,,. Pour être plus précis, ils seraient les descendants de Yang Zhen, un haut fonctionnaire ayant servi les empereurs de la dynastie Han. Le Nouveau Livre des Tang va plus loin, car il fait remonter leur ascendance patrilinéaire jusqu'aux rois de la dynastie Zhou, via les ducs de Jin. Du côté maternel, les ancêtres des empereurs Sui descendent d’une femme du clan Xianbei des Dugu. Ces alliances matrimoniales entre nobles chinois et nobles non chinois est assez commune dans le nord-ouest de la Chine, les dirigeants non chinois des royaumes du nord voyant dans ces mariages un moyen de légitimer leur pouvoir et de se faire accepter par la population locale. Ainsi, les familles nobles d'origine chinoise du Guanzhong ont épousé des membres du clan Yuwen, qui fait partie des Xianbei des Zhou du Nord,.
Les empereurs de la dynastie Tang prétendent que leur ascendance patrilinéaire remonte jusqu'à Lao Tseu,,. Ils revendiquent également comme ancêtres paternels le général Li Guang de la dynastie Han,,, le général Li Xin de la dynastie Qin et Li Gao, le fondateur du royaume du Liang occidental. Cette famille était connue comme étant la "lignée de Longxi Li" (隴西李氏). Tout comme ceux de la dynastie Sui, les ancêtres maternels des empereurs Tang sont d'origine Xianbei,; la mère de l'empereur Tang Gaozu étant la duchesse Xianbei Dugu,. Malgré cela, les Tang et les Sui revendiquent une lointaine ascendance chinoise, y compris du côté maternel,.
Sous les Sui et les Tang, l’aristocratie chinoise du nord-est se vante d'être d'origine purement chinoise et regarde de haut l’aristocratie du Nord-Ouest, aux origines Sino-Xianbei. Pourtant, c'est de cette aristocratie hybride du nord-ouest (Guanlong) 關隴集團 que proviennent les empereurs des dynasties Sui et Tang,, qui ont réunifié la Chine,,,. Les liens entre ces nobles et les empereurs proviennent des ancêtres maternels de ces derniers,,,,,,,,,,. L'opposition entre ces deux aristocraties est forte durant la dynastie Sui et les premières années de la dynastie Tang. Ainsi, l'aristocratie du nord-est soutient Wu Zetian lorsqu'elle s'empare du pouvoir, tandis que l’aristocratie du Nord-Ouest s’oppose à elle. Finalement, l’aristocratie du nord-ouest est mise sur la touche par celle du nord-est, vers laquelle se retourne l’empereur Sui Yangdi pour rechercher des soutiens. Par la suite, les empereurs Tang poursuivent la même politique que les Sui en la matière. Il convient de noter que ce schéma est un schéma général et qu'il n'y a pas nécessairement une unité parfaite sur telle ou telle position politique au sein des aristocraties du nord-est et du nord-ouest.
Finalement, tous les nobles perdent la plupart de leur pouvoir durant la dynastie Tang, au profit des mandarins sélectionnés lors des examens impériaux pour occuper les postes officiels. Ce système méritocratique remplace le système des neuf-rangs mis en place par Cao Cao à la fin de la dynastie Han et rapidement détourné à leur profit par les nobles. La réaction des aristocrates ne se fait pas attendre, et très vite, une faction anti-méritocratique et pro-aristocratique conduite par Li Linfu apparait à la cour des Tang. La noblesse finit, toutefois, par plus ou moins s'adapter à ce système et à l'utiliser à son avantage. C'est ainsi que Su Liang, un érudit confucéen et pur produit du système des concours, vient de la famille noble des Liang, qui est originaire d'Anding.

#### L'aristocratie du nord-est
Après la chute des Wei du nord, le nord-est de la Chine est dominé successivement par les Wei de l'est et les Qi du Nord. Même si les familles régnantes de ces dynasties sont d'origine Tabghach, la vie politique et sociale est largement dominée par les familles chinoises nobles originaires de la grande plaine de Chine du Nord,.
En 659, l'empereur Tang Gaozong promulgue un édit qui frappe d'une "interdiction de mariage" sept grandes familles nobles( 七姓十家) du nord-est de Chine. Pour être précis, il leur est interdit de se marier entre eux; ce qui signifie que si un membre d'un de ces clans doit se marier, il ne peut pas épouser un membre des six autres clans. Les familles concernées par cette interdiction sont le clan Li de Zhaojun (赵郡李氏), le clan Cui de Boling, le clan Cui de Qinghe, le clan Lu de Fanyang, le clan Zheng de Xingyang (w:zh:荥阳郑氏), le clan Wang de Taiyuan (太原王氏) et le clan Li de Longxi (隴西李氏). C'est pendant le règne de Gaozong que ces sept clans gagnent collectivement leur surnom de "Sept grands noms". L'interdiction de mariage est assez vite bafouée par les sept familles; car une femme des Cui de Boling épouse un membre du clan des Wang de Taiyuan et de ce mariage nait le poète Wang Wei, qui est le fils de Wang Chulian qui est lui-même le fils de Wang Zhou. Les mariages entre les familles ont eu lieu de manière clandestine, après la promulgation de l'édit de Gaozong de 659. Cet édit se révèle compliqué à faire respecter, car en plus de la mauvaise volonté des familles concernées, le pouvoir impérial doit gérer un autre problème : la multiplication des lignées secondaires. En effet, ces familles sont très étendues car bien des cadets partent tenter leur chance de leur côté et fondent une lignée secondaire qui reste affiliée au clan d'origine. Finalement, ces sept clans sont divisés en 44 lignées secondaires, toutes visées par l'édit de 659. L'histoire de ces clans est tellement riche que chacun d'entre eux peut fournir un champ d'étude à lui seul. Ainsi, l'historien David Johnson a étudié le clan Li de Zhaojun et l'historienne Patricia Ebrey les Cui de Boling,,,,,.
Le fait que les Wang de Taiyuan soient impliqués dans ce mariage clandestin n'est pas anodin, car c'est le plus puissant des sept clans concernés par l'édit. C'est un clan très ancien et les chroniques lui donnent comme ancêtre le prince Jin, un des fils du roi Ling de la dynastie Zhou; ce qui ferait des Wang les descendants d'une branche cadette de la dynastie Zhou. Au fil des ans, de nombreuses personnalités importantes sont issues du clan Wang de Taiyuan. Ainsi, sous la dynastie Jin, on trouve Wang Jun, un membre de ce clan, au service de l'empereur Jin Huaidi . Sous la dynastie Tang, de nombreux érudits et moines bouddhistes sont des membres du clan Wang de Taiyuan, comme le moine Tanqian ou le moine Baizhang, qui est né dans une lignée secondaire du clan vivant à Fuzhou.
La famille Zheng de Xingyang (滎陽鄭氏) prétend descendre des rois de la dynastie Zhou par le biais des dirigeants de l’État de Zheng. Si les Zheng ne sont pas aussi puissants que les Wang, de nombreuses personnalités importantes sont tout de même rattachées à ce clan, comme Zheng Daozhao et Zheng Xi, pour lequel les Tang ont créé le titre de Marquis of Xingyang. Zheng Wanjun, Zheng Yuzhong (Zheng Qiao) et Zheng Jiong font également partie de ce clan. Les filiations avec ce clan sont parfois difficiles à établir, car dans certaines chroniques et certains textes officiels, ils sont désignés de manière erronée comme étant les Zheng de Rongyang,.
Les Li de Longxi bénéficient d'un grand prestige, car les empereurs Tang appartiennent à une des nombreuses lignées de ce clan. La lignée des Tang a elle-même des lignées secondaires, comme celle des Li de Guzang (姑臧李),,, à laquelle appartient le lettré Li Zhuanmei (李專美), qui servit la dynastie des Jin postérieurs ,. Si les Tang sont la plus importante des lignées des Li de Longxi, ils n'en sont pas pour autant la seule. La lignée qui vient en seconde position en termes d'importance a donné à la Chine des personnalités de premier plan, dont Li Jiongxiu, Li Yiyan, le chancelier Li Kui, Li Wei, Li Fengji, Li Zhongyan, le général Li Jing, Li Zhaode et le poète Li Bai.
D'autres clans de moindre importance existent à côté de ces "sept grands noms", dont le clan Zhao de Tianshui (天水趙氏), le clan Gao de Bohai (渤海高氏), le clan Liu de Pengcheng (彭城劉氏), le clan Zhang de Qinghe (清河張氏), le clan Zhang de Nanyang (南陽張)氏), le clan Pei de Hedong (河東裴氏), le clan Wei de Jingzhao (京兆韋氏), le clan Yang de Hongong (弘農楊氏) et le clan Wang de Langye (琅邪王氏). Quelle que soit leur taille ou leur puissance, un grand nombre de ces clans revendiquent une ascendance prestigieuse. Ainsi, les Li de Zhaojun et les Lu de Fanyang, qui sont originaires du Shandong, sont des descendants du clan Liu, auquel appartenaient les empereurs de la dynastie Han et du royaume de Shu. Les Yang de Hongnong et d'autres clans du Guanlong sont également affiliés aux Liu.
En plus des Liu, les Yang de Hongnong prétendent descendre également des Ducs de Jin. Ce qui est certain, par contre, c'est que parmi les ancêtres de ce clan se trouve Yang Zhen, qui fut au service de l'empereur Han Andi, de la dynastie Han, ainsi que l'atteste le livre des Han postérieurs. Parmi les personnalités marquantes appartenant à ce clan, on trouve Yang Zhaojian (楊昭儉), Yang Guozhong, Yang Guifei,, et Yang Wan

### Dynastie Song
Après la chute de la dynastie Tang, certaines branches cadettes du clan impérial se sont réfugiées dans le village de Chengcun, près des monts Wuyi, dans le Fujian. Une de ces branches, fondée par Li Dan(李丹), devient très puissante sous la dynastie Song, tout comme une autre branche cadette fondée par Li Fu (李富).
Une partie des clans nobles de la dynastie Tang survient à la chute de ladite dynastie, par exemple les Zhou de Runan 汝南周氏. Bien des familles nobles de la dynastie Song sont des descendants des Yang de Hongnong, des Jia de Hedong, des Xiang de Henei, des Wang de Taiyuan et autres nobles de la dynastie Tang,,; les empereurs de la dynastie Song eux-mêmes étant des descendants du clan des Zhao du Guandong.

### Dynastie Yuan
Bien qu'étant d'origine mongole et non chinoise, les empereurs de la dynastie Yuan anoblissent les souverains qu'ils ont vaincus, comme les dynasties précédentes. Ainsi, lorsqu'il réussit à conquérir le Royaume de Dali, l’empereur Kubilai Khan donne au roi Duan Xingzhi de Dali le titre de Raja.
Après la conquête du sud de la Chine et la chute de la dynastie Song, Kubilai Khan donne à l'empereur Song Gong le titre de duc de Ying (瀛國公), avant de l'exiler au Tibet en 1289. Durant cet exil, le nouveau Duc traduit de nombreux textes bouddhiques et écrit des poèmes, dont le contenu amène l'empereur Gegeen Khan à lui donner l'ordre de se suicider en 1323. L'empereur Gong n'est pas le seul membre de la famille impériale à recevoir un titre, ainsi l’empereur Kubilai Khan a donné au Prince Zhao Yurui le titre de Duc de Pingyuan Canton (平原郡公). D'autres membres de la famille impériale Song sont épargnés sans pour autant être anoblis, comme Zhao Mengfu et Zhao Yong et vivent leur vie sans être trop inquiétés par le nouveau pouvoir. C'est ainsi que Zhao Ang, un écrivain chinois de la dynastie Ming, est un descendant de la famille impériale Song.

### Dynastie Ming
Après la fondation de la dynastie Ming, l'empereur Ming Hongwu a distribué des titres de noblesse aux officiers militaires qui ont servi sous ses ordres pendant les combats contre la dynastie Yuan. Ces titres de noblesse permettent à leurs titulaires de percevoir une rente, mais en dehors de cela ils sont purement symboliques,. Afin d'être sûr que ces nouveaux nobles ne se révoltent pas, les empereurs Ming promulguent des édits visant à éviter tout abus de pouvoir de la noblesse. La famille de Mu Ying fait partie de ces nouveaux nobles,,,,,,,,.

### Dynastie Qing
Après leur victoire sur les Ming, les Qing reprennent à leur compte la tradition chinoise d'anoblissement des membres des dynasties vaincues. C'est ainsi qu'ils donnent aux descendants du clan impérial Ming le titre de Marquis de la Grâce Prolongée. Les Qing savent bien que leur victoire est due en grande partie aux nombreuses défections des serviteurs des Ming en leur faveur, et en retour, ils surent se montrer particulièrement généreux avec ces nouveaux venus. Ainsi, les généraux chinois qui ont fait défection au profit des Mandchous épousent des femmes de la famille impériale des Aisin Gioro, tandis que les simples soldats épousent des femmes mandchoues qui n'ont aucun lien avec les Gioro.
Un bon exemple de cette politique est donné par le chef mandchou Nurhaci, qui marie une de ses petites-filles avec le général Ming Li Yongfang (李永芳), après que ce dernier lui ait livré la ville de Fushun, située dans le Liaoning, en 1618,. Par la suite, les enfants de Li reçoivent le titre de "Vicomte de Troisième classe". Parmi ceux qui portent ce titre, on trouve Li Shiyao (李侍堯), l'arrière-arrière-arrière-petit-fils de Li Yongfang,. Le cas de Zheng Keshuang, le seigneur d'une partie de l'île de Taïwan et dernier fidèle de la dynastie Ming, offre un autre exemple de cette politique. Lorsqu'il se rend, après avoir subi une cuisante défaite navale, les Qing lui donnent le titre de Duc Haicheng, pendant que son bras droit Feng Xifan reçoit le titre de Comte de Zhongcheng. Quant à Shi Lang, ancien amiral des Ming passé aux Qing et chef de la flotte d'invasion de Taïwan, il reçoit le titre de Marquis de Jinghai.
Tout comme les dynasties qui les ont précédés, les Qings ont multiplié les nouveaux titres de noblesse et à la fin de la dynastie, il y a cinq grades de princes, parmi une myriade d'autres titres. Cependant, tous les titres ne sont pas héréditaires et le fait de transformer un titre très élevé non héréditaire en titre héréditaire est considéré comme un très grand honneur accordé par la Cour Impériale.
La famille impériale est constituée de ceux qui descendent directement du fondateur de la dynastie Qing et ses membres ont le privilège d'être les seuls à pouvoir porter une ceinture jaune, une couleur réservée à l'Empereur. Ceux qui sont proches de la famille impériale, sans pour autant en faire partie, portent une ceinture rouge. Les descendants de chaque empereur ont droit à des titres de noblesse. Ces titres sont répartis sur une échelle qui comprend douze degrés et chaque nouvelle génération reçoit un titre moins prestigieux que la précédente. À partir de la treizième génération, les descendants des empereurs n'ont plus aucun titre de noblesse, mais gardent le droit de porter une ceinture jaune. La société est organisée suivant le système des huit bannières. Créés au départ pour réorganiser l'armée mandchoue, ces bannières sont devenues des divisions administratives qui, tout en continuant à structurer l'armée, assument d'autres tâches administratives : répartition des terres, gestion des biens immobiliers, administration de la justice... Les chefs de ces bannières sont des princes dont les titres sont héréditaires et transmis en suivant la règle de la primogéniture mâle. Ce grand privilège leur est accordé pour les récompenser de l'aide qu'ils ont apportée pour la conquête de la Chine.
Même après la période de la conquête, des militaires et des hommes d'État sont récompensés par des titres de noblesse pendant toute la période de la dynastie Qing. Ainsi Zeng Guofan, Zuo Zongtang et Li Hongzhang ont reçu le titre de marquis. Il convient de préciser que Zeng Guofan est un descendant d'une branche cadette de la famille du philosophe Zengzi, ce qui a peut-être joué un rôle dans l'obtention de son titre.

### Titres décernés par Yuan Shikai, empereur autoproclamé (1915-1916)
Après la chute de la dynastie Qing et du "Dernier Empereur" Puyi, lors de la révolution Xinhai de 1911, le Président chinois Yuan Shikai tente de ressusciter le système impérial et se proclame empereur lors de la brève restauration impériale chinoise de 1915-1916. Cette tentative de retour au système impérial prend fin au bout de 83 jours, avec la mort de Shikai. Durant cette courte période, le nouvel empereur anoblit plusieurs personnes, principalement les chefs de guerre dont il recherche le soutien pour pérenniser son nouvel Empire. Certains de ces chefs ont refusé ces titres.

#### Prince du Premier Rang Wuyi (武義親王Wǔyì qīn wáng)

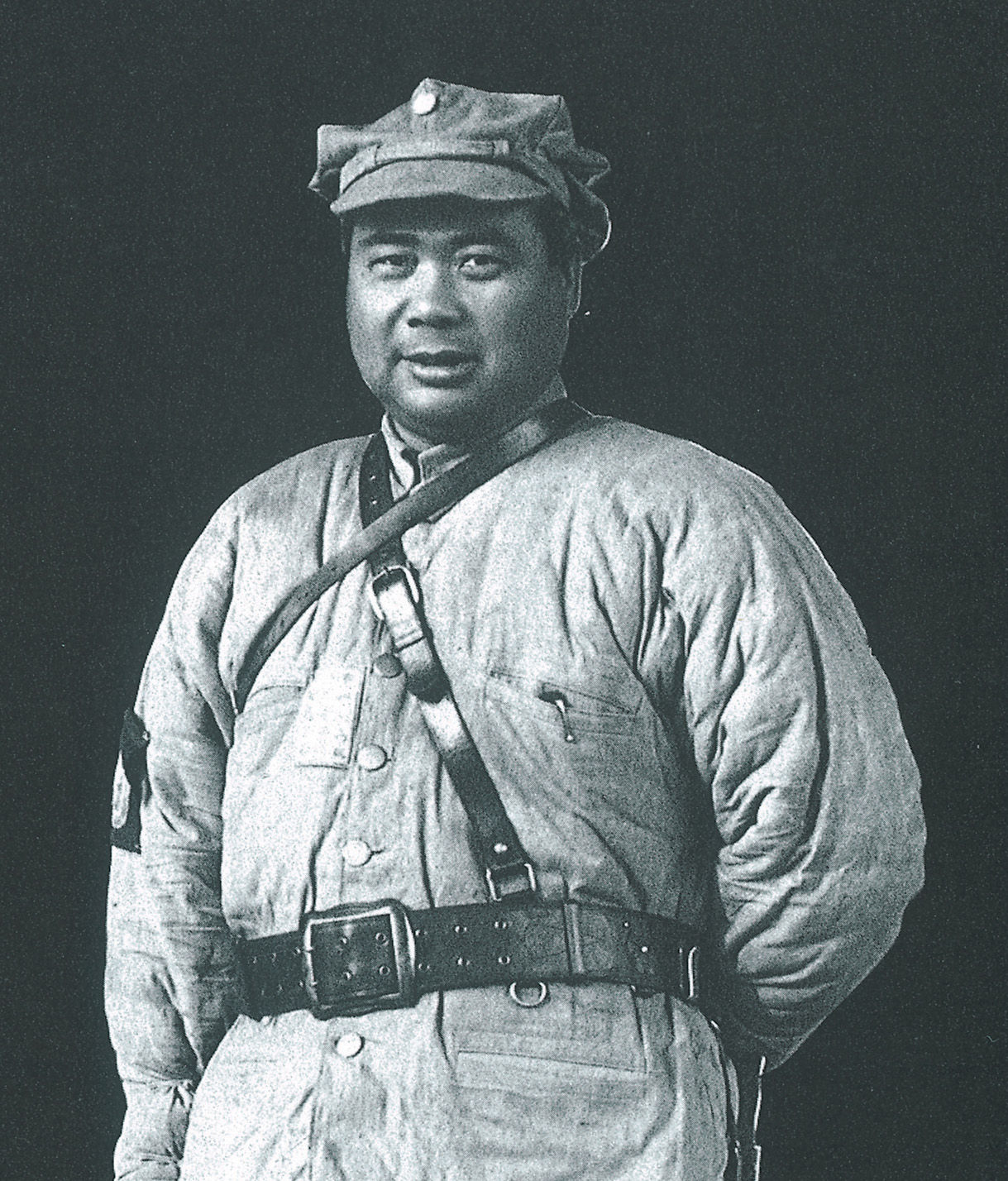
Feng Yuxiang est fait Baron de Troisième rang par Yuan Shikai, après que ce dernier se soit auto-proclamé empereur en 1915. Cet anoblissement est d'autant plus surprenant qu'en 1910, Shikai avait emprisonné Yuxiang avant de le dégrader. Envoyé au combat paré de son nouveau titre et d'un nouveau grade, Feng Yuxiang entre rapidement en contact avec les ennemis du nouvel empereur, ce qui lui vaut de perdre à nouveau son grade.

- Li Yuanhong
- Duc Yansheng Kong Lingyi[144]

#### Duc du Premier Rang(一等公Yī děng gōng)
- Long Jiguang (龍濟光)
- Zhang Xun
- Feng Guozhang
- Jiang Guiti (姜桂題)
- Duan Zhigui
- Ni Sichong
- Liu Guanxiong

#### Marquis du Premier Rang (一等侯Yī děng hóu)
- Tang Xiangming (湯薌銘)
- Li Chun (李純)
- Zhu Rui (朱瑞)
- Lu Rongting
- Zhao Ti (趙倜)
- Chen Yi
- Tang Jiyao
- Yan Xishan
- Wang Zhanyuan (王占元)
- Lui Kang

#### Comtes du Premier Rang (一等伯Yī děng bó)
- Zhang Xiluan (張錫鑾)
- Zhu Jiabao (朱家寶)
- Zhang Mingqi (張鳴岐)
- Tian Wenlie (田文烈)
- Jin Yunpeng
- Yang Zengxin (楊增新)
- Lu Jianzhang (陸建章)
- Meng Enyuan (孟恩遠)
- Qu Yinguang (屈映光)
- Qi Yaolin (齊耀琳)
- Cao Kun
- Yang Shande (楊善德)

#### Vicomtes du Premier Rang (一等子Yī děng zǐ)
- Zhu Qinglan (朱慶瀾)
- Zhang Guangjian (張廣建)
- Li Houji (李厚基)
- Liu Xianshi (劉顯世)

#### Barons du Premier Rang (一等男Yī děng nán)
- Ma Anliang (馬安良)
- Xu Shiying (許世英)
- Qi Yang (戚揚)
- Ren Kecheng (任可澄)
- Wang Yitang (王揖唐)
- He Zonglian (何宗蓮)
- Zhang Huaizhi (張懷芝)
- Long Jinuang (龍覲光)
- Chen Bingkun
- Lu Yongxiang (盧永祥)
- Lü Diaoyuan (呂調元)
- Jin Yong (金永)
- Cai Rukai (蔡儒楷)
- Duan Shuyun (段書雲)
- Long Jianzhang (龍建章)
- Shen Jinjian (沈金鑑)
- Pan Juying (潘矩楹)

#### Baron du Troisième Rang (三等男Sān děng nán)
- Feng Yuxiang

### République de Chine et république populaire de Chine
Certaines des personnes impliquées dans la révolution de 1911 et la guerre civile qui s'ensuit, font partie de vieilles familles nobles chinoises. Ainsi, les Chiang de Zhikou (Chikow), le clan de Chiang Kai-shek, descendent de Chiang Shih-chieh, qui durant les années 1600 (XVIIe siècle) s'est installé dans le district de Fenghua. Ce n'était pas la première fois que les Chiang déménageaient, car les ancêtres de Chiang Shih-chieh avaient déjà quitté le nord de la Chine au XIIIe siècle pour s'installer dans la province de Zhejiang (Chekiang), dans le sud-est de la Chine. Mais les vraies origines de cette famille remontent au XIIe siècle, car les Chiang sont les descendants directs du troisième fils du Duc de Zhou(管叔鮮),,,,. Pour la filiation détaillée, se reporter à l'arbre généalogique des descendants des Ducs de Zhou (東野家族大宗世系) en Chinois.
Ces liens n'empêchent pas l'abolition de la plupart des titres de noblesse, lorsque la Chine est devenue une république en 1912. Dans un premier temps, certains titres continuent d'exister, comme celui de Duc de Yansheng et Puyi conserve son titre d'empereur jusqu'au coup d'état de 1924, mais il est traité comme un monarque étranger.
Les titres de noblesse sont brièvement rétablis lors du bref règne de Yuan Shikai et lors de la tentative de restauration mandchoue de Zhang Xun. Puyi distribue également des titres de noblesse après être monté sur le trône du Mandchoukouo.
Ces quelques tentatives restent sans lendemain, et en 1949 la république populaire de Chine abolit officiellement tous les titres de noblesse. Cette abolition n'empêche pas certaines personnes de revendiquer leur filiation avec des nobles célèbres. Ainsi, des personnes qui prétendaient être des descendants de Cao Cao ont pu authentifier leur filiation par des tests ADN de leurs chromosomes Y, comparés à d'autres menés sur la dépouille du grand-oncle de Cao Cao. Ces tests ont établi une correspondance du chromosome Y O2*-M268, établissant ainsi la filiation revendiquée .

## Le cas particuliers des descendants de grandes figures religieuses et philosophiques
Quelques familles chinoises jouissent de titres véritablement héréditaires, la plupart du temps parce qu'il s'agit de descendants en ligne directe de grands philosophes et/ou chefs religieux. Plus qu'une distinction donnée à celui qui porte le titre en question, il s'agit plutôt d'une marque de distinction envers l'ancêtre de ce dernier. Le plus important de ces titres est celui de Saint Duc de Yen, qui est porté par le descendant de Confucius. D’autres familles ont droit à de tels titres, mais certaines décident de ne pas les porter. Ainsi, les descendants en ligne directe de Wen Tianxiang, qui a été fait duc de Xingguo par les Song, ont choisi de ne pas utiliser leur titre héréditaire.
D'autres titres prestigieux existent pour honorer les familles des grands philosophes et/ou chefs religieux, comme celui de Wujing boshi (五經博士 ) qui date de la dynastie Han,,,,. Les détenteurs de titre sont considérés comme faisant partie de l'académie Hanlin. Ce titre a été accordé à bien des enfants de sages confucéens, terme qui inclut aussi bien des disciples de Confucius que des érudits néo-confucéens. En tout, ce sont les familles de 22 sages qui ont obtenu ce titre, qui se transmet en ligne directe à l'ainé de la famille,,. Dans leur ouvrage Present Day Political Organization of China, V.V. Hagelstrom et H.S. Brunnert fournissent une liste complète de ces 22 sages honorés à travers leur descendance,,,,,,,,,,,,,:
1. 周公 Chou Kung, duc de Zhou
2. 顏淵 Yan Hui,,,,,,
3. 曾子輿 Zengzi
4. 閔子騫 Min Sun
5. 仲季路 Zhong You
6. 有子有 Ran Qiu
7. 端木子貢 Duanmu Ci
8. 卜子夏 Bu Shang
9. 言子游 Yan Yan
10. 冉伯牛 Ran Geng
11. 冉仲弓 Ran Yong
12. 顓孫子張 Zhuansun Shi
13. 孟子 Mencius,,,,,,
14. 伏生 Fu Shêng
15. 韓愈 Han Yü
16. 周敦頤 Zhou Dunyi,,,,
17. 邵雍 Shao Yong,
18. 程顥 Cheng Hao,,,,,,,
19. 程頤 Cheng Yi,,,,,,,
20. 張載 Zhang Zai,
21. 朱熹 Zhu Xi,,,
22. 關羽 Guan Yü
Ce titre a également été accordé à la branche cadette de la famille de Confucius vivant à Quzhou,,,,.
Un certain nombre de ces personnalités étaient déjà liées aux familles nobles, bien avant que leurs descendants reçoivent des titres et des honneurs. Zengzi, par exemple, est un descendant des rois de la dynastie Xia, plus précisément de Shao Kang,. De même, le fils du Duc Huan de l'État de Lu est l’ancêtre de Mencius. Le duc Huan descend lui-même du Duc Yang , qui est le fils de Bo Qin et le petit-fils du Duc de Zhou, membre de la famille royale de la dynastie Zhou,,.
Lors de la chute de la dynastie Qing, ces titres ont connu un destin différent de celui des autres titres de noblesse. Lorsque la république de Chine a été proclamée en 1912, ces titres ont d'abord été conservés, avant d'être transformés en 1935 en « agent sacrificiel », ce qui fait du porteur du titre le responsable des sacrifices accomplis en l'honneur de son ancêtre. Lors de la proclamation de la république populaire de Chine, les porteurs de ces titres sont partis à Taïwan avec les autres fidèles de Tchang Kaï-chek. À l'heure actuelle, les descendants des quatre sages 四氏 ; c'est-à-dire Confucius, Mencius, Zengzi et Yan Hui; vivent toujours à Taïwan et portent respectivement les titres de « agent sacrificiel de Confucius », « agent sacrificiel de Mencius », « agent sacrificiel de Zengzi » et « agent sacrificiel de Yan Hui »,,,. Autre signe distinctif, les porteurs de ces titres continuent d'utiliser comme noms les poèmes de génération qui ont été donnés à leur famille par les empereurs Ming et Qing,.
Si la situation des descendants des quatre Sages est relativement claire, ce n'est pas le cas pour ceux d'autres grandes figures philosophiques. Le cas des descendants de Zhang Daoling, le premier maître céleste, est un bon exemple des cas complexes générés par la partition de fait de la Chine. Le détenteur actuel du titre de Maitre céleste Zhang est le 64e maître, Zhang Yuanxian (張源先), qui vit à Taïwan, alors que le siège religieux de son ordre est toujours sur le mont Longhu ,,. C'est Zhang Enbo (張恩溥), le 63e maître, qui a quitté la Chine continentale pour se réfugier à Taïwan, lors de la prise du pouvoir des communistes. Lorsqu'il meurt en 1969 et que son titre passe à son neveu Yuanxian, l'hostilité entre l'île et la Chine continentale est telle que l'autorité du nouveau maitre est contestée par certains. Lu Jintao (魯金濤), un petit-fils en lignée maternelle de Zhang Enbo, change son nom en Zhang Jintao et revendique également sa succession. À l'heure actuelle, en 2017, il y a toujours deux Maitre céleste Zhang concurrents et rien n'indique que la situation va évoluer.

## Titres chinois modernes utilisés pour les monarques étrangers
La théorie politique chinoise traditionnelle veut que "Toutes les terres sous le ciel appartiennent à l’empereur, toutes les personnes vivant sous le ciel sont des sujets de l’empereur." (普天之下, 莫非王土 ; 率土之濱, 莫非王臣). Ainsi, un monarque étranger pouvait également être désigné en utilisant le titre de Wang, ce qui implique qu'il était inférieur en grade et donc soumis à l’empereur chinois.
En chinois moderne, les monarques étranger portant le titre de roi sont appelés Wang, et ceux portant le titre d’empereur Huangdi. Ces titres sont maintenant utilisés sans que cela sous-entende un quelconque rapport d'infériorité/égalité/supériorité par rapport au président de la république populaire de Chine. Cette modification des termes est apparue au XIXe siècle. C'est ainsi que la reine Victoria du Royaume-Uni était appelée Nü-Wang (Reine) du Royaume-Uni de Grande-Bretagne et d’Irlande et Nü-Huang (impératrice) de l’Inde.

## Autres titres historiques chinois
D'autres titres peuvent être créés pour un seul individu, de manière à l'honorer officiellement pour une réalisation particulière. Suivant la situation, ce titre peut être associé, ou non, à un poste officiel. Même si le titre en lui-même semble impliquer qu'il s'agit d'un poste officiel, il peut n'avoir strictement aucun lien avec un quelconque service administratif, comme le titre de Général Protecteur (都護 ; Duhu) qui a été attribué à Ban Chao.
En revanche, les généraux victorieux reçoivent souvent des titres-louanges officiels ou des titres impliquant des obligations anciennes et nouvelles bien particulières ou une combinaison de ces différentes possibilités. Ces titres-louanges sont plus vus et honorés comme des titres de noblesse que comme un véritable grade militaire. C'est ainsi que Liu Bei a promu Guan Yu au rang de Général Qui Extermine les Rebelles (蕩寇將軍), au cours de la carrière militaire de ce dernier.